# GMC-Instruments

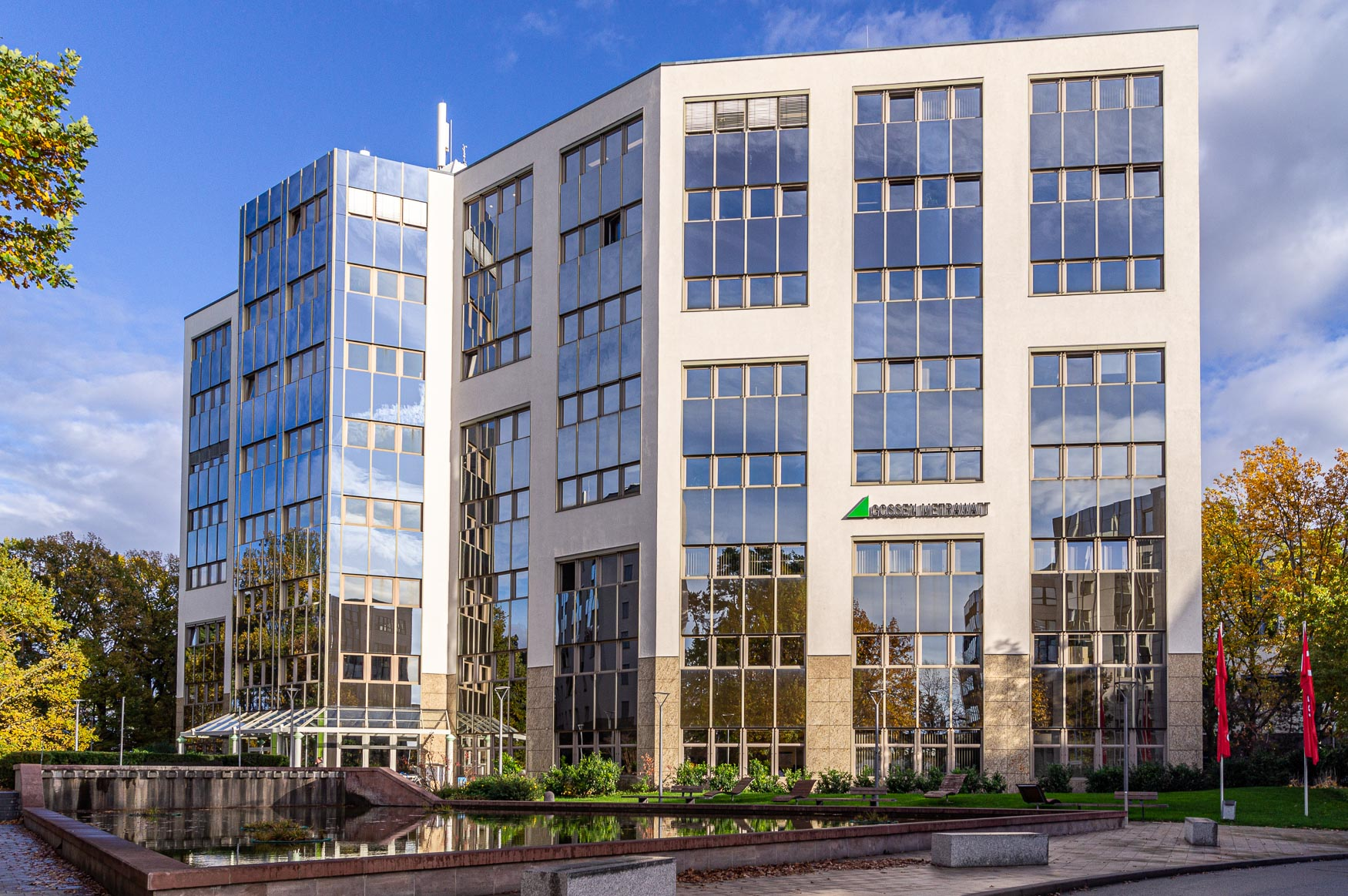
Gossen Metrawatt – Firmenzentrale in Nürnberg 2019

GMC-Instruments ist die Obergesellschaft der Gossen-Metrawatt-Gruppe, eines in Nürnberg ansässigen, weltweit agierenden Anbieters von elektronischen Investitionsgütern. Unter ihrem Dach firmieren unter anderem die Gossen Metrawatt GmbH, Nürnberg, als Weltmarktführer bei Mess- und Prüfgeräten, die Camille Bauer Metrawatt AG, Wohlen, Schweiz, die sich mit industrieller Mess- und Regelungstechnik beschäftigt, Rigel Medical für elektrische Sicherheit von Medizintechnik und die Global Power Technology Inc. mit den operativen Unternehmen Dranetz, Daytronic und Electrotek Concepts in den USA, die auf Netzqualität und -analyse spezialisiert ist.  Ebenso gehört zu der Gruppe die Gossen Photo- und Lichtmesstechnik GmbH, die industrielle Lichtmesstechnik herstellt. 2014 kam durch Zukauf die britische Seaward-Gruppe, Hersteller von elektrischen Mess- und Prüfgeräten für die
sicherheitstechnische Geräteprüfung, der Medizingeräteprüfung sowie von Prüfungen im Bereich erneuerbarer Energien, dazu, im Jahr 2016 die Kurth Elektronik GmbH, ein Messtechnik-Spezialist im Bereich Telekommunikation, Datentechnik und Elektroinstallation.
Produziert wird in Nürnberg, in Wohlen und seit der Übernahme von Dranetz auch in den USA. Daneben befinden sich in Italien, den Niederlanden, Tschechien, der Schweiz, Österreich, in Frankreich sowie in Spanien eigene Vertriebsgesellschaften.

## Geschichte
Die Gossen Metrawatt GmbH entstand 1993 aus der Fusion der Gossen GmbH und der Metrawatt GmbH. Beide Firmen wurden Anfang der 90er Jahre von der Röchling Gruppe übernommen und zusammen mit der Schweizer Camille Bauer Metrawatt AG, die ebenfalls zur Röchling Gruppe gehörte, verschmolzen, um einen Europäischen Marktführer zu schaffen. Seit 2005 ist die Firmengruppe in Besitz von Private-Equity-Investoren. Im Juni 2011 verkaufte der bisherige Aktionär Capiton an den Fonds M Cap Finance. Am 14. Februar 2023 gab das Private-Equity-Unternehmen Klar Partners bekannt, dass sie die Mehrheit der Firmengruppe von Gesellschafter Dr. Hans-Peter Opitz übernehmen wird.

### Vorläufergesellschaften

#### Metrawatt GmbH
Das Unternehmen wurde im Jahr 1906 in Nürnberg, Deichslerstraße 19, durch Siegfried Guggenheimer gegründet. Gegenstand des Unternehmens war Entwicklung, Produktion und Vertrieb von elektrischen Messgeräten.
1921 wurde das Unternehmen in eine Aktiengesellschaft umgewandelt
und 1933 in Metrawatt AG umbenannt.
1960 wurde ein Zweigwerk in Furth im Wald gegründet.
1968 übernahm die Firma BBC die Mehrheit am Unternehmen.
1973 zog das Unternehmen als BBC Metrawatt GmbH nach Nürnberg-Langwasser um.
1988 schlossen sich die Unternehmen ASEA und BBC zur ABB zusammen. Alle Firmenbeteiligungen führten nun ABB im Namen; so wurde aus BBC Metrawatt das Unternehmen ABB METRAWATT GmbH.
1990 wurde die Produktionsstätte in Furth i. Wald verkauft.
1991 erwirtschafteten 550 Mitarbeiter des Unternehmens einen Umsatz von 110 Mio. DM, 8 % vom Umsatz bildeten Ausgaben für Forschung und Entwicklung.
1992 übernahm die Röchling-Gruppe die Mehrheit am Unternehmen.

#### Gossen GmbH

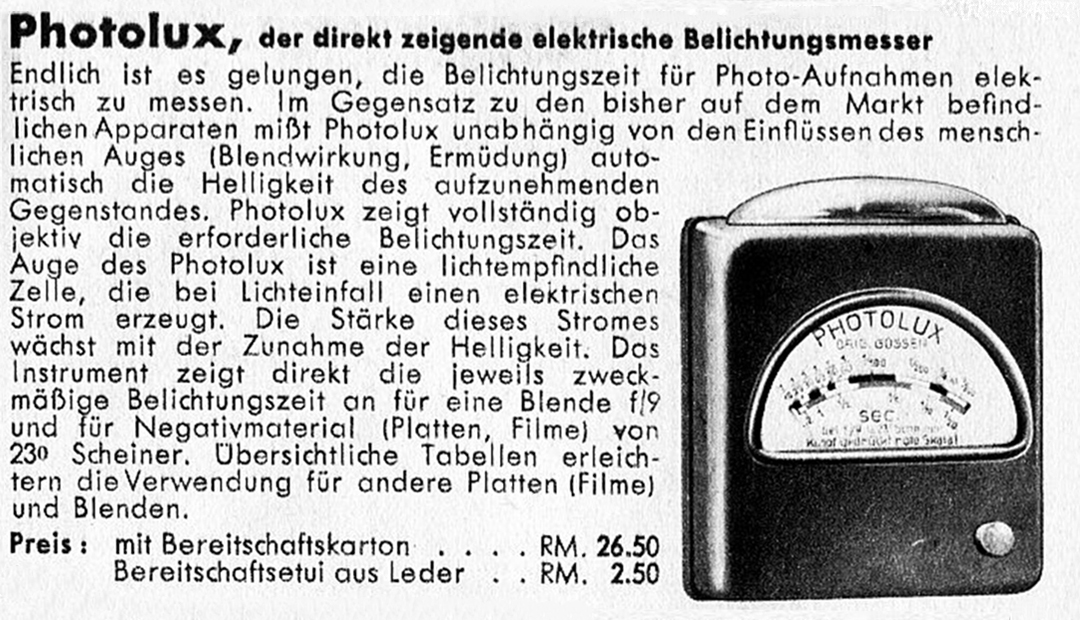
Werbung der Firma P. Gossen für ihren Belichtungsmesser „Photolux“ mit Selenzelle, 1933

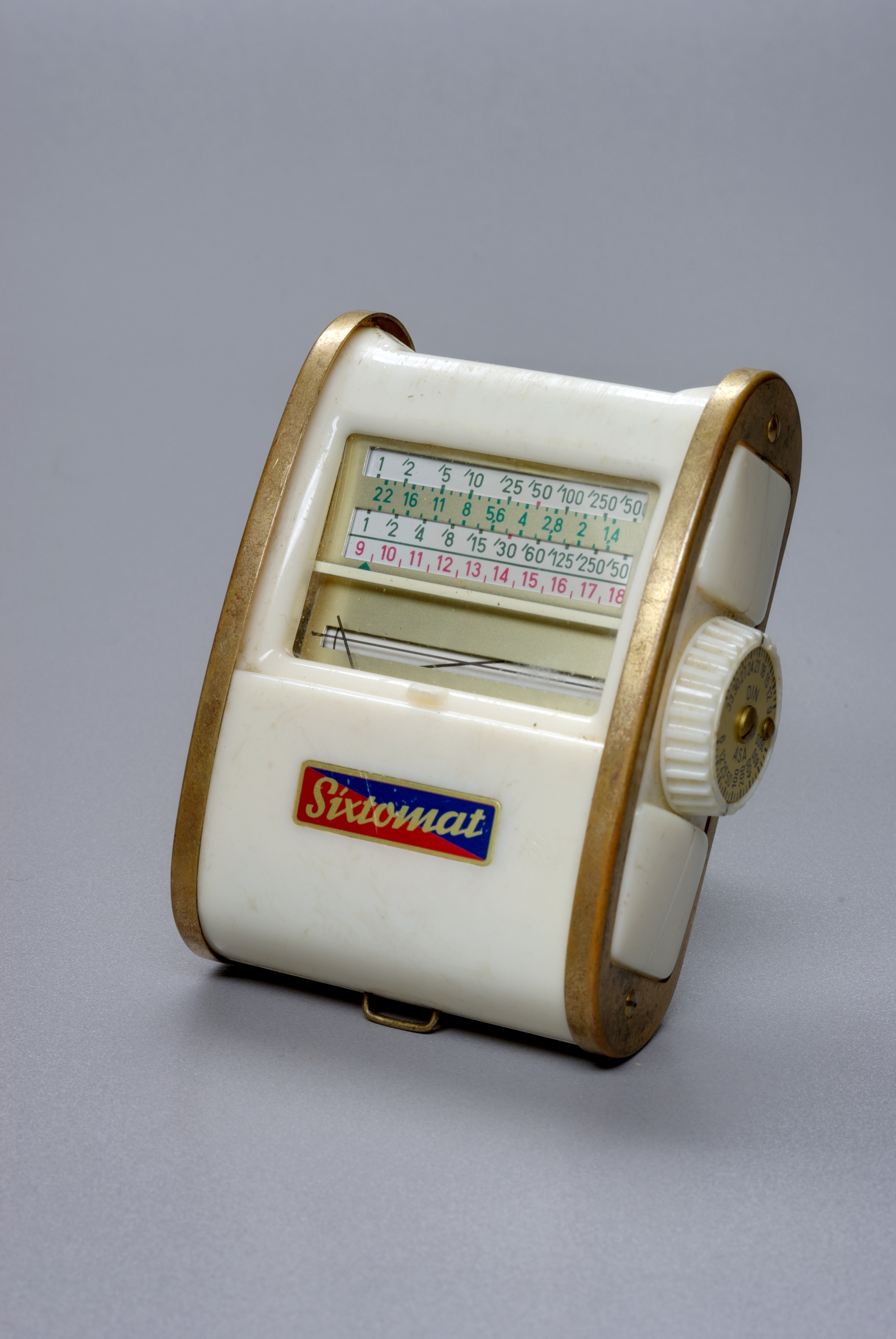
Belichtungsmesser Gossen Sixtomat, 1950er Jahre

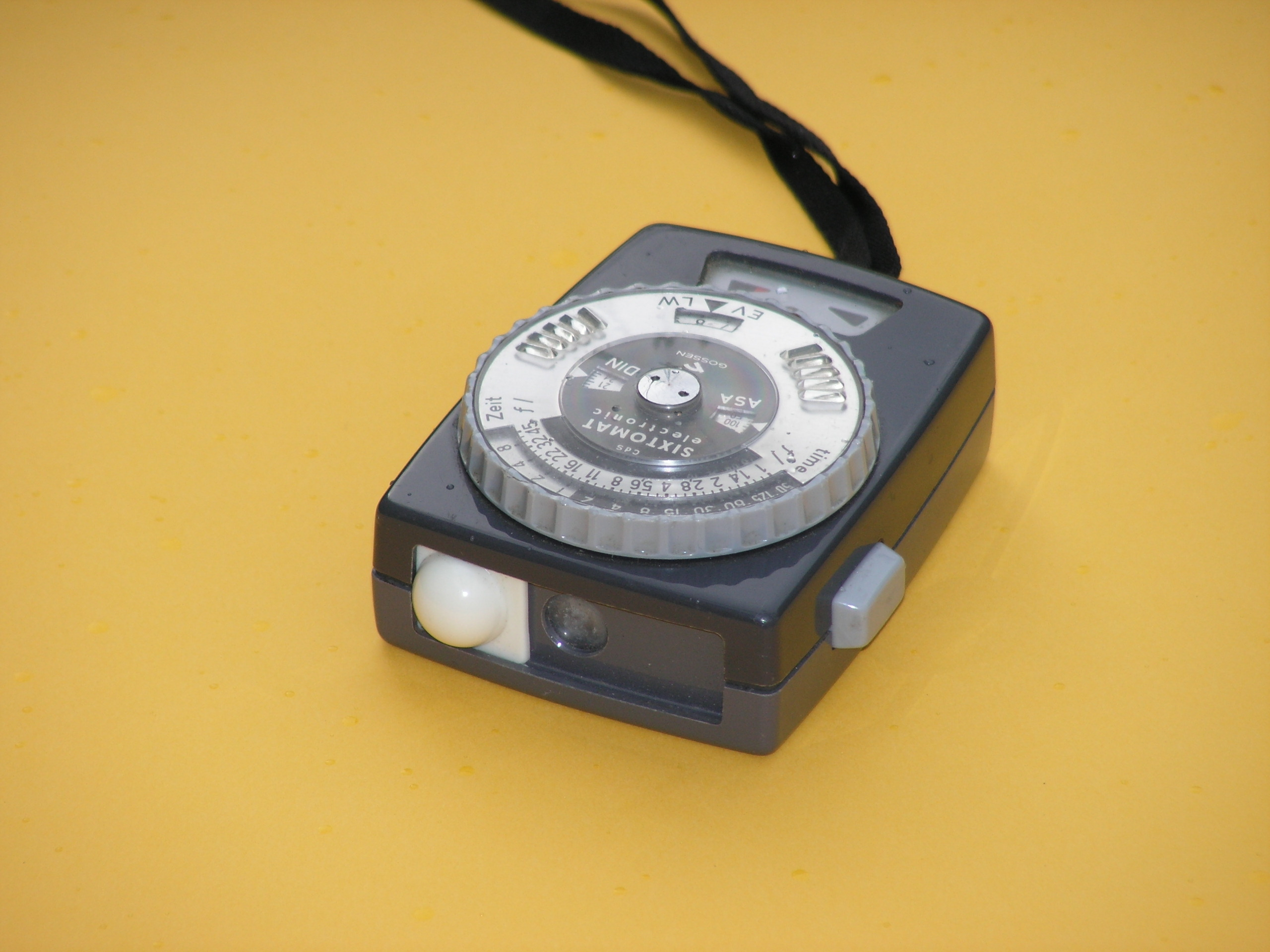
Belichtungsmesser Gossen Sixtomat electronic

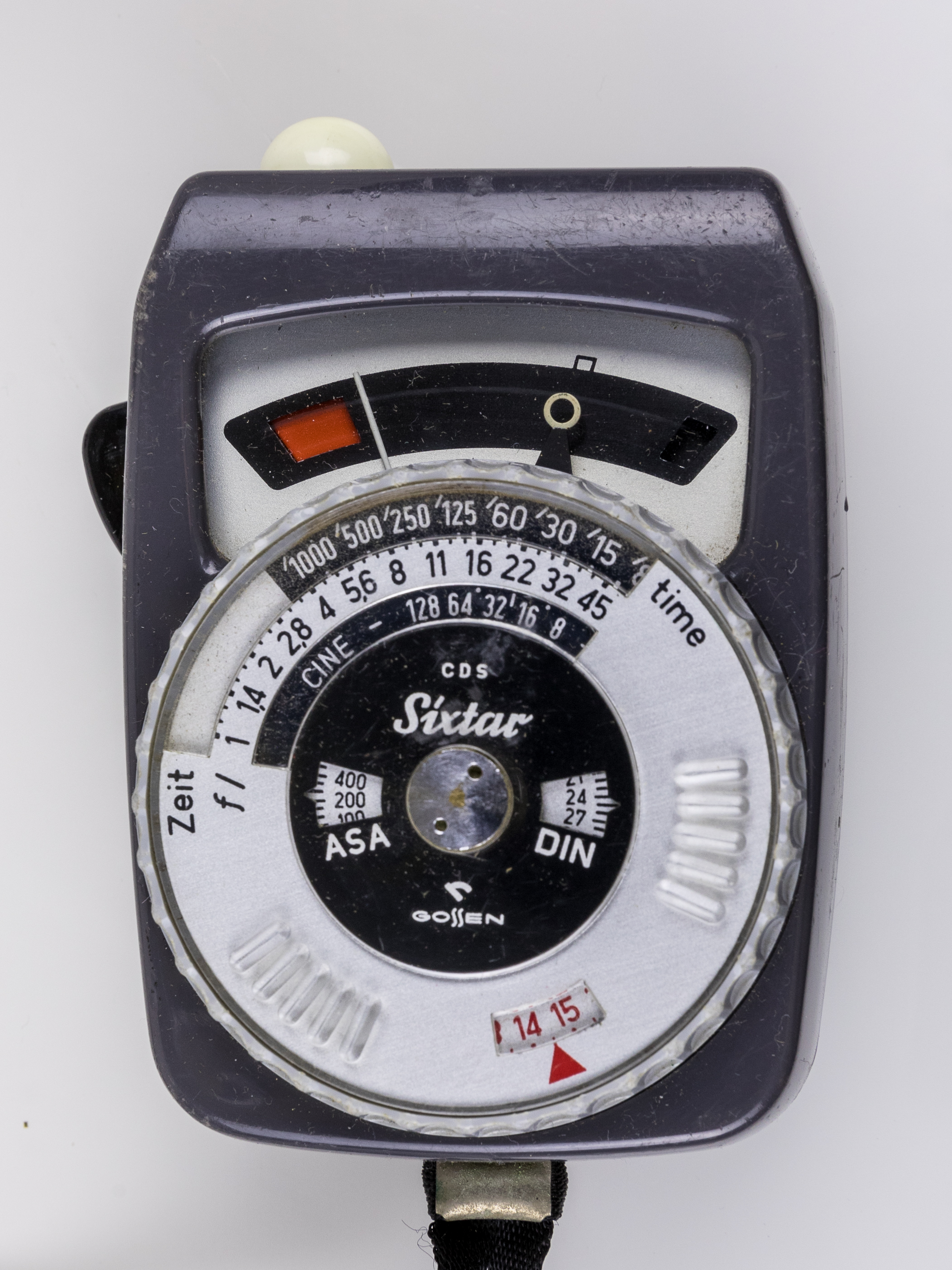
Belichtungsmesser Gossen Sixtar, 1960er Jahre

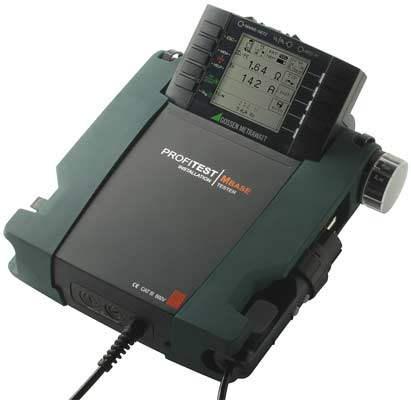
Profitest Master

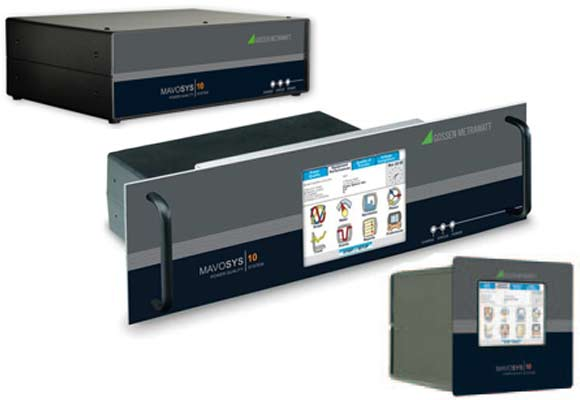
Mavosys 10

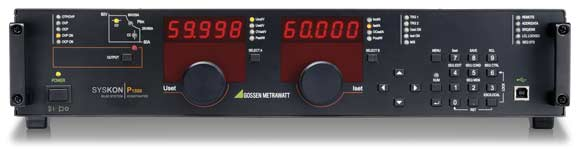
Syskon P1500...4500

Die Gründung der Messgeräte P. Gossen & Co KG erfolgte 1919 als Fabrik für elektrische Messgeräte in Baiersdorf durch Paul Gossen. Paul Gossen gründete die Firma, weil er als Mitarbeiter von Siegfried Guggenheimer unzufrieden war. 1920 erfolgte der Umzug nach Erlangen.
1932 entwickelte Gossen den batterielosen Belichtungsmesser, die erste Alltagsanwendung der Photovoltaik, der direkten Wandlung von einfallendem Licht in elektrische Energie. In diesem Gerät lieferte eine Selenzellen den Strom für ein Drehspulmesswerk. Die Stärke des Stroms und damit der Ausschlag des Drehspulmesswerks wuchs „mit der Zunahme der Helligkeit“. Das Modell Photolux von Gossen wurde auf der Leipziger Frühjahrsmesse 1933 in den Handel gebracht. Ein ähnliches Gerät wurde etwa zeitgleich von Weston Electrical Instrument in den USA entwickelt.
1940 wurde die Messgeräte P. Gossen & Co KG in die P. Gossen & Co GmbH umgewandelt. 1943 erfolgte der Einzug in das Fabrikgelände in der Nägelsbachstraße in Erlangen.
1959 wurde das Zweigwerk in Eschenbach in der Oberpfalz eröffnet. 1963 gingen die Gesellschaftsanteile zu 70 % an die Bergmann EW AG und zu 30 % an die Siemens & Halske AG. 1965 übernahm die Bergmann EW AG alle Gesellschaftsanteile. 1969 wurde das Unternehmen in die Gossen GmbH umgewandelt.
Die Röchling-Gruppe übernahm 1990 die Gossen GmbH. 1991 hatte das Unternehmen 900 Mitarbeiter mit einem Umsatz von 116 Millionen DM. 11 % vom Umsatz wurden für Forschung und Entwicklung ausgegeben.

#### Camille Bauer
Camille Bauer wurde 1900 von Camille Bauer-Judlin als Handelshaus für Messinstrumente in Basel in der Schweiz gegründet. Durch den Wegfall von Lieferanten aufgrund des Zweiten Weltkriegs beteiligte man sich 1945 an der 1944 von den Ingenieuren Patocchi, Matter und Werner gegründeten Firma MPC zur Herstellung industrieller Messgeräte. 1947 übernahm man diese ganz.
1979 wurde Camille Bauer an die Röchling-Gruppe verkauft. Nach dem Kauf der Gossen GmbH und der Metrawatt GmbH durch die Röchling-Gruppe bildeten die drei Firmen die Unternehmensgruppe GMC (Gossen, Metrawatt und Camille Bauer) der Röchling-Gruppe.

### Gossen Foto- und Lichtmesstechnik GmbH
Beide Vorläuferfirmen, Gossen und Metrawatt, hatten seit den 1930er Jahren Belichtungsmesser für fotografische Anwendungen im Produktkatalog; bekannt war einer breiteren Öffentlichkeit insbesondere in den 1950er und 1960er Jahren die Marke Gossen durch die Modelle Sixon, Sixtomat, Sixtomat x3 (mit Selenzelle) sowie Sixtomat electronic, Sixtar und Lunasix (mit CdS-Fotowiderstand) für die Amateurfotografie. Metrawatt stellte seit 1950 den speziell auf die Bedürfnisse der Leica-M-Modelle zugeschnittenen Leicameter her. Erst die Integration der Belichtungsmesser in die Kameras, speziell die Technik der Belichtungsmessung durch das Objektiv, machte diese Geräte weitgehend überflüssig.
1997 wurde der Geschäftsbereich „Foto- und Lichtmesstechnik“ aus der Gossen Metrawatt GmbH ausgegliedert und als selbständige Einheit etabliert mit den drei Geschäftsbereichen Fotografie, Lichtmesstechnik und Medizintechnik.

## Produkte
- Regler und Regelsysteme
- Prüfgeräte
- Digitalmultimeter
- Prüfgeräte für die Medizintechnik
- Modulare Systeme zur Netzüberwachung
- Energiemanagement
- Messumformer für Starkstrom-Größen, Drehwinkel, Temperatur und DC-Größen
- Gleichstromversorgungen für den Labor- und Systemeinsatz